# تأجير الرحم

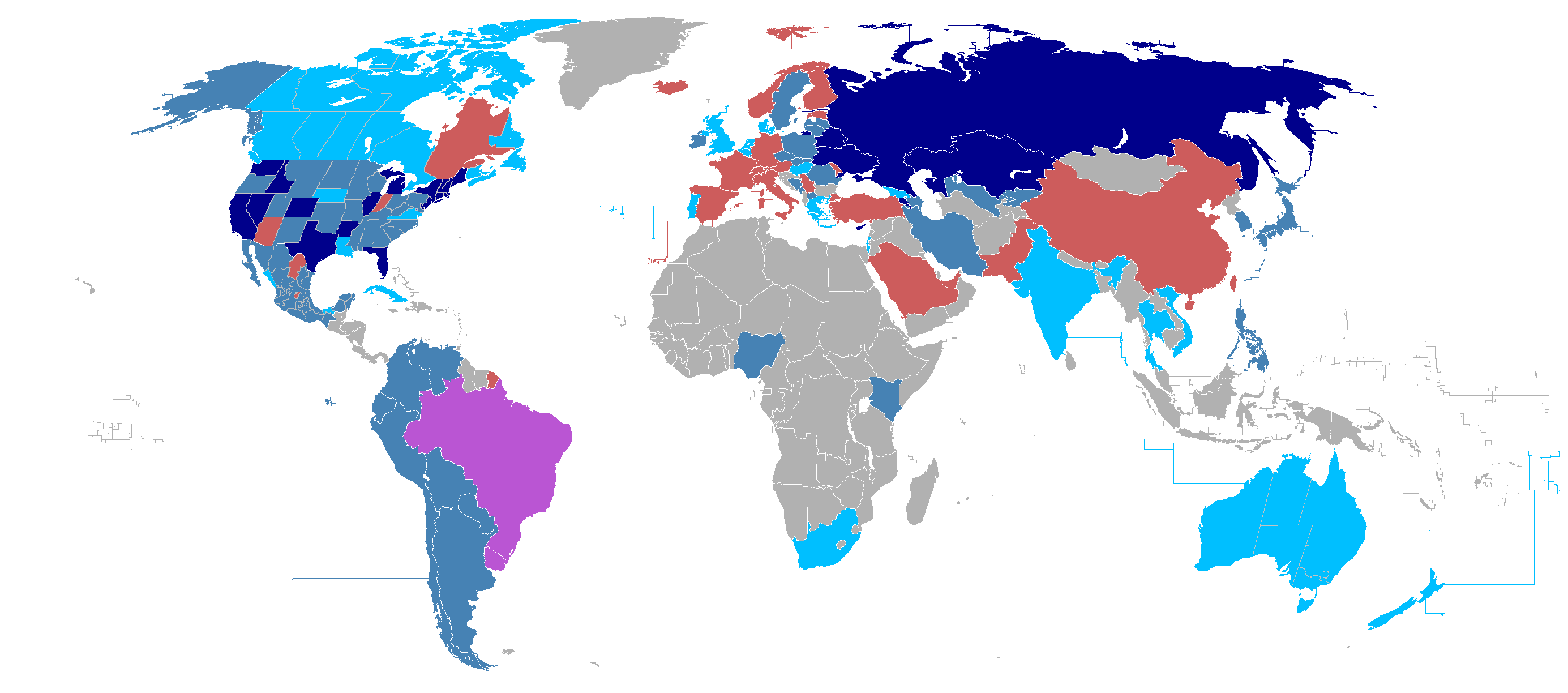
التنظيم القانوني لتأجير الأرحام في العالم:
قانوني سواء إيثاري أو مدفوع
لا يوجد تنظيم قانوني
الإيثار فقط هو قانوني
مسموح به بين الأقارب حتى الدرجة الثانية
غير قانوني
غير المنظم / وضع غير مؤكد

تأجير الرحم (بالإنجليزية: surrogacy) ويعرف أيضاً بالحمل البديل هو إجراء، غالبًا ما يترافق باتفاق قانوني، توافق بموجبه امرأة (الأم البديلة) على إنجاب طفل لشخص آخر أو أشخاص آخرين، بحيث يصبح/ان والد/ي الطفل بعد الولادة.
قد يلجأ الأفراد لهذا الإجراء عندما يكون الحمل غير ممكن طبيًا، أو عندما تكون مخاطر الحمل شديدة الخطورة بالنسبة للأم المقصودة، أو عندما يرغب رجل أعزب أو زوجان مثليان في إنجاب طفل. يعتبر تأجير الرحم أحد تقنيات التلقيح بالمساعدة.
قد تشمل إجراءات تأجير الرحم تعويضًا ماليًا. يُعرف تلقي الأموال لهذا الإجراء باسم تأجير الرحم التجاري. تختلف شرعية وكلفة تأجير الرحم اختلافًا كبيرًا بين الولايات القضائية، ما يؤدي أحيانًا إلى إشكالية في إجراءات تأجير الرحم، سواء كانت دولية أو بين دولية. قد يلجأ الأزواج الراغبون بالحصول على إجراء تأجير رحم في بلد يُحظر فيه، إلى السفر إلى ولاية قضائية تسمح بذلك. في بعض البلدان، يكون تأجير الرحم قانونيًا فقط إذا لم يتضمن تبادل الأموال.
عندما يكون تأجير الرحم التجاري قانونيًا، يمكن للأزواج استخدام وكالات تابعة لجهات خارجية للمساعدة في عملية تأجير الرحم من خلال إيجاد أم بديلة وترتيب عقد معها. غالبًا ما تجري هذه الوكالات الاختبارات النفسية والفحوصات الطبية الأخرى للأم البديلة لضمان أفضل فرصة للحمل والولادة بشكل صحي. بالإضافة إلى ذلك، عادةً ما تسهل جميع الإجراءات القانونية المتعلقة بالوالدين المقصودين والأم البديلة.

## الأساليب
يكون تأجير الرحم إما تقليديًا أو حمليًا، ويختلفان حسب الأصل الجيني للبويضة. يكون تأجير الرحم الحملي أكثر شيوعًا من تأجير الرحم التقليدي ويعتبر أقل تعقيدًا من الناحية القانونية.

### تأجير الرحم التقليدي
تأجير الرحم التقليدي (المعروف أيضًا باسم تأجير الرحم الجزئي أو الطبيعي أو المباشر) هو الذي يحدث فيه تخصيب بويضة الأم البديلة من قبل الحيوانات المنوية للأب المقصود أو المتبرع.
يمكن تلقيح الأم البديلة إما عن طريق الجنس (التلقيح الطبيعي) أو التلقيح الاصطناعي. ينتج عن استخدام الحيوانات المنوية للمتبرع طفل غير ذي قرابة وراثية بالوالد/ين المقصود/ين. إذا استخدمت الحيوانات المنوية للأب المقصود في التلقيح، ينتج طفل ذو قرابة وراثية بكل من الأب المقصود والأم البديلة.
في بعض الحالات، قد يجرى التلقيح من قبل الأطراف دون تدخل طبيب أو معالج. في بعض الولايات القضائية، يحتاج الوالدان الراغبان باستخدام الحيوانات المنوية لمتبرع إلى إتمام إجراءات عملية التبني للحصول على حقوق أبوية قانونية للطفل المولود. تساعد العديد من مراكز الخصوبة التي توفر عملية تأجير الرحم الأطراف في الإجراءات القانونية.
تأجير الرحم الحملي
أجريت عملية تأجير الرحم الحملي (المعروف أيضًا باسم تأجير رحم المضيف أو تأجير الرحم الكامل) لأول مرة في أبريل عام 1986. يحدث ذلك عندما يتم انغراس جنين بواسطة تقنية الإخصاب في المختبر في رحم الأم البديلة. يشمل تأجير الرحم الحملي عدة أشكال، وفي كل شكل، يكون الطفل الناتج غير ذي قرابة وراثية بالأم البديلة:
- ينتج الجنين باستخدام الحيوانات المنوية للأب وبويضات الأم المقصودة؛
- ينتج الجنين باستخدام الحيوانات المنوية للأب وبويضة من متبرعة؛
- ينتج الجنين باستخدام بويضة الأم المقصودة والحيوانات المنوية من متبرع؛
- يُغرس جنين المتبرع في رحم امرأة بديلة. يكون مثل هذا الجنين متاحًا عند وجود أجنة متبقية من حالات الإخصاب في المختبر، والتي يتبرع بها أصحابها للآخرين. يكون الطفل المولود غير ذي قرابة وراثية بالوالد/ين المقصود/ين.[6]

## القضايا الأخلاقية

#### مبدأ الحكم الذاتي
إذا تم تنفيذ العلاج البديل بالإرادة الحرة لكل من الوالدين المقصودين والأم البديلة، فيمكن الافتراض أن الاستقلالية مضمونة. إذا تم حظر تأجير الأرحام، فسيتم منع الوالدين المقصودين والأم البديلة من المشاركة، مما ينتهك استقلاليتهم وإرادتهم الحرة. ومع ذلك، فإن الطفل ليس مستقلاً في اتخاذ القرار بشأن هذا الموضوع وسيكون حقه في معرفة أصوله البيولوجية محدودًا.
مبدأ الاحسان
وبالمثل، إذا رغب آباء المستقبل في إنجاب طفل، فإن اهتمامهم واضح. وقد تستفيد الأم البديلة من الرضا الشخصي من مساعدة الآخرين وتعويض مالي كبيرو سيكون للطفل الحق في العيش.

## المخاطر
يواجه الجنين المنغرس في عملية تأجير الرحم الحملي نفس المخاطر التي يواجهها أي شخص يستخدم الإخصاب في المختبر. تشمل مخاطر ما قبل الانغراس على الجنين التأثيرات الفوق جينية غير المقصودة، وتأثير الأوساط التي يُزرع فيها الجنين، والعواقب غير المرغوب فيها للتلاعب الباضع بالجنين. في كثيرٍ من الأحيان، تُنقل عدة أجنة لزيادة فرص الانغراس، وإذا حدث حمل متعدد، تزداد مخاطر حدوث المضاعفات لدى كل من الأم البديلة والأجنة.
لدى الأم البديلة في عملية تأجير الرحم الحملي فرصة أقل للإصابة بارتفاع ضغط الدم أثناء الحمل مقارنةً بالأم التي تستخدم الخلية البيضية من متبرعة. قد يكمن بسبب في أن الأمهات البديلات يكنّ أفضل صحةً وخصوبةً من النساء اللاتي يستخدمن الخلايا البيضية من متبرعة. لدى الأمهات البديلات أيضًا معدلات منخفضة من حالات المشيمة المنزاحة/انفصال المشيمة المبكر.
تبين أن الأطفال الذين وُلدوا بطريقة الإخصاب في المختبر لم يعانوا من أي تشوهات جسدية أو عقلية مقارنةً بالأطفال الذين ولدوا من خلال الحمل الطبيعي. مع ذلك، في حال حدوث حمل متعدد لدى الأم البديلة، غالبًا ما يحدث مخاض مبكر وولادة مبكرة، ما يؤدي إلى الخداج والتشوهات الجسدية و/أو العقلية.

## دواعي تأجير الرحم
غالبًا ما يكون تأجير الرحم خيارًا تتخذه النساء غير القادرات على حمل الأطفال بمفردهن. قد يكون هذا لعدة أسباب، بما في ذلك الرحم غير الطبيعي أو الغياب التام للرحم إما خلقيًا (المعروف أيضًا باسم متلازمة ماير روكيتانسكي كوستر هاوزر) أو ما بعد استئصاله. قد تخضع النساء لعملية استئصال الرحم بسبب مضاعفات الولادة مثل النزيف الغزير أو تمزق الرحم. قد تستدعي بعض الأمراض مثل سرطان عنق الرحم أو سرطان بطانة الرحم أيضًا الاستئصال الجراحي للرحم. قد تجعل أيضًا حالات فشل الانغراس السابقة، أو وجود تاريخ من حالات إجهاض متعددة، أو مشاكل حادة في القلب أو الكلى بشكل متزامن، الحمل خطرًا، ما يدفع النساء للتفكير في عملية تأجير الرحم. نتيجة الاستحالة البيولوجية للرجال غير المتزوجين والأزواج من نفس الجنس بإنجاب طفل، قد يلجؤون أيضًا إلى خيار تأجير الرحم.

## التاريخ
حدثت حالات إنجاب امرأة لطفل ليربيه زوجان، عادةً ما يكون الزوج هو الأب البيولوجي، منذ العصور القديمة. سمحت القوانين والأعراف البابلية بهذه الممارسة، ويمكن للامرأة غير القادرة على الإنجاب استخدام هذه الممارسة لتجنب الطلاق، الذي لا مفر منه لولاها.
مهدت التطورات في مجال الطب والأعراف الاجتماعية والإجراءات القانونية في جميع أنحاء العالم الطريق لعملية تأجير الرحم الحديثة:
- 1936 – في الولايات المتحدة، بدأت شركتا الأدوية شيرينغ-كالباوم و بارك-ديفيس الإنتاج الصيدلاني للإستروجين.
- 1944 – أصبح الأستاذ بكلية هارفارد للطب، جون روك، أول شخص ينجح بتلقيح بويضة بشرية خارج الرحم.
- 1953 – أجرى باحثون أول عملية حفظ بالبرودة للحيوانات المنوية بنجاح.
- 1976 – كتب محامي ميشيغان، نويل كين، أول عقد تأجير رحم في الولايات المتحدة.[16]
- 1978 – ولدت لويز براون، أول «طفلة أنبوب»، في إنجلترا، نتاج أول إجراء ناجح للإخصاب في المختبر.
- 1985-1986 – خضعت امرأة لأول عملية حمل بديل ناجحة.[17]
- 1986 – ولدت ميليسا ستيرن، المعروفة باسم «الرضيعة ب»، في الولايات المتحدة. رفضت الأم البديلة والبيولوجية، ماري بيث وايتهيد، التخلي عن حضانة ميليسا للزوجين اللذين أبرمت معهما اتفاقية تأجير الرحم. وجدت محاكم نيوجيرسي أن وايتهيد كانت الأم القانونية للطفل وأعلنت أن عقود تأجير الرحم غير قانونية وغير صالحة. مع ذلك، وجدت المحكمة أنه من مصلحة الرضيعة الفضلى منح حضانة ميليسا إلى والدها البيولوجي، وليام ستيرن، وزوجته إليزابيث ستيرن، بدلاً من وايتهيد، الأم البديلة.
- 1990 – في كاليفورنيا، رفضت آنا جونسون، الأم البديلة الحامل، التخلي عن الطفل للوالدين المقصودين، مارك وكريسبينا كالفيرت. رفع الزوجان دعوى قضائية عليها للحصول على الحضانة (قضية كالفيرت ضد جونسون)، وأيدت المحكمة حقوقهما الأبوية. بعد هذا القرار، حدد القانون الأم الحقيقية على أنها الامرأة التي، وفقًا لاتفاقية تأجير الرحم، تنوي إنجاب وتربية الطفل.[18]

2009 - أوكرانيا، واحدة من أكثر البلدان طلبًا في أوروبا لهذا العلاج، وقد صودق على القانون الأول لتأجير الأرحام.

## الرأي القانوني

### الدول المجيزة له
المملكة المتحدة وكندا وأستراليا واليونان والدنمارك وبلجيكا وإيران وإسرائيل وبولونيا وروسيا وأوكرانيا ورومانيا وألمانيا وهولندا بشروط صارمة وبعض الولايات الأمريكية والهند وتايلاند والأرجنتين والبرازيل وجنوب أفريقيا تجيزه وتضع له شروطا وقوانين.

### الدول المانعة له
نجد في المقدمة فرنسا وإسبانيا وإيطاليا والصين ومقاطعة الكيبك الكندية وبعض الولايات الأمريكية وجميع الدول الإسلامية باستثناء إيران تمنعه وتجرم القيام به.

## دور المرأة البديلة ووضعها القانوني
تختلف حالتهم في البلدان التي شرّعت ممارسة تأجير الأرحام بشكل كبير:
- في المملكة المتحدة، غالبًا ما تلجأ الأم البديلة إلى جمعية متخصصة تتولى توصيلها بالأزواج الذين يعانون من العقم. يُحظر الإعلان والوسطاء يمكنهم العمل فقط لأغراض غير ربحية. لا يمكن للأم البديلة أن تتقاضى أجرًا، ولكنها يمكنها الحصول على تعويض معقول للنفقات التي قامت بها لإتمام حملها بنجاح. لديها مهلة تبلغ 6 أسابيع للعودة عن قرارها والاحتفاظ بالطفل.[20]
- في روسيا، يجب أن تكون الأم في الفترة العمرية بين 20 و35 عامًا، ويجب أن يكون لديها طفل مسبقا وأن لا تعاني من أمراض نفسية أو جسدية. تقوم وكالات متخصصة باختيارالمرشحات، ولكن تم  تطور تجارة غير شرعية من الفرد إلى الفرد عبر الإنترنت. تتلقى الأم البديلة أجرًا وتعويضات شهرية. في المقابل، توقع عقدًا تتنازل بموجبه عن حقوقها في الطفل وتوافق على تسليمه لطرف ثالث وهوالشخصين اللذين يصبحان والدي الطفل بشكل قانونيا. مؤخرا تم تطور تجارة مربحة للغاية إضافة الى أن عرض الأمهات البديلات أصبح يفوق الطلب.[21]
- في الولايات المتحدة، يجب أن تكون الأم البديلة بصحة جسدية ونفسية جيدة، ويجب أن يكون لديها على الأقل حمل واحد سابق دون مضاعفات. تحصل على استشارة قانونية مستقلة قبل منح موافقتها الحرة والمستنيرة، وهي خطوة مطلوبة بموجب القانون أو الفقه. تتلقى تعويضًا ماليًا يجب أن يكون معقولًا ويتعلق فقط بحالة الحمل. فيما يتعلق بجميع القرارات الطبية، بما في ذلك تجاه الطفل الذي تحمله، دائمًا هي التي تتخذ القرار النهائي. بالنسبة لتحديد نسب الطفل الذي ولد به، تقوم جميع القوانين الخاصة بالحمل بالبديل بتحديدها لصالح أولياء الأمور المتعهدين، مما يمنع الطفل من الوقوع في حالة عدم اليقين القانوني.
- في الهند، توظف العيادات الطبية الأمهات البديلات وفقًا لمعايير صحية وعمرية واقتصادية. يجب على الأم البديلة الحصول على موافقة زوجها. توقع عقدًا ولكنها لا تتلقى دائمًا نسخة منه. في كثير من الأحيان، يتم توفير سكن للأم البديلة في العيادة خلال الأشهر الأخيرة من الحمل ويتعين عليها الامتثال لقواعد تفرضها الأطباء بشأن الطعام والتنقل وزيارة أطفالها... وتوافق في بعض الحالات على إرضاع الطفل والاعتناء به في الأسابيع الأولى من حياته عندما يصل الوالدين المتعهدين بعد الولادة.
- في فرنسا، يقترح تقرير من مجلس الشيوخ تاريخ يونيو 2008 قانونية ممارسة الحمل بالبديل شريطة احترام قواعد محددة تهدف إلى حماية الأم البديلة وتبرز إيثار المرشحة. يوصي التقرير بأن يجب أن يكون لدى الأم البديلة طفل مسبقا، وأنها لا يمكن أن تحمل طفل ابنتها أو ابنها، إضافة إلى أنها لا يمكن أن تكون الأم الجينية، وأنها بحاجة إلى موافقة لجنة وقاض، وأنها لا يمكنها المطالبة بأجر ولكن يمكنها  المطالبة فقط بتعويض معقول، وأنها لا يمكنها أن تقوم بأكثر من حملين بالبديل.[22]
- في كيبيك، يجب أن تكون الأم البديلة في سن لا يقل عن 21 عامًا ويجب أن تُعتبر مستقلة في التصرف في جسدها. من المطلوب منها حضور جلسة للحصول على المعلومات وتوقيع اتفاق حمل بالبديل يعكس موافقتها. يُمنع تقديم أجر للأم البديلة، ولكن يُسمح بتعويض بعض النفقات.[23] يُضمن تطبيق القوانين المحددة لمنع الأجور، وهي عبارة عن عقوبات جنائية تصل إلى 10 سنوات من السجن وغرامة قدرها 500,000 دولار.[24]

## من الناحية الطبية
يجمع كل الأطباء على أن تاجير الرحم عملية آمنة على صحة المرأة والجنين ولا توجد فيها أية مشكلة.